# Кёгель, Макс
Отто Макс Кёгель (нем. Otto Max Koegel; 16 октября 1895, Фюссен, Германская империя — 26 июня 1946, Швабах, Американская зона оккупации Германии) — оберштурмбаннфюрер СС, комендант концлагерей Майданек, Равенсбрюк и Флоссенбюрг.

## Биография
Макс Кёгель был четвёртым ребёнком в семье плотника. В возрасте 12 лет стал круглым сиротой. После окончания народной школы выучился на пастуха, а впоследствии стал проводником в горах. В августе 1914 года добровольно поступил на службу в баварском пехотном полку. Несколько раз был ранен, участвовал в битве при Вердене и был награждён  Железным крестом 2-го класса. После окончания войны работал на таможне, затем был владельцем сувенирной лавки и торговым представителем. Кёгель дважды женился, единственный сын умер в возрасте 8 лет от кори в 1929 году.
С октября 1931 года состоял в Штурмовых отрядах (СА). 1 мая 1932 года вступил в НСДАП (билет №  1179781). 1 июня 1932 года был переведён из СА в СС (№ 37644). Весной 1933 года поступил на службу в концлагерь Дахау. Изначально в Дахау был заместителем начальника охраны Михаэля Липперта. В январе 1934 года ему было присвоено звание оберштурмфюрера СС. В 1935 году получил звание гауптштурмфюрера СС. 1 апреля 1936 года стал адъютантом коменданта концлагеря Колумбия. В январе 1937 года стал адъютантом коменданта концлагеря Дахау Ганса Лорица. В начале сентября 1938 года стал первым шуцхафтлагерфюрером женского концлагеря Лихтенбург. После расформирования лагеря в мае 1939 года был переведён в качестве адъютанта коменданта в концлагерь Равенсбрюк. С января 1940 года по август 1942 года был комендантом лагеря. 20 августа 1942  стал комендантом концлагеря Майданек . В том же году был повышен до оберштурмбаннфюрера СС. В начале января 1943 года занял пост коменданта концлагеря Флоссенбюрг. 8 апреля 1945 года присутствовал на процессе, на котором Дитрих Бонхёфер, Ханс Остер и Вильгельм Канарис были приговорены к смертной казни по поручению Эрнста Кальтенбруннера. Во время расформирования лагеря в апреле 1945 года Кёгель приказал провести марш смерти заключенных в концлагерь Дахау. 
После окончания войны скрывался под видом крестьянина с документами бывшего узника концлагеря. В июне 1946 года был арестован американскими войсками. 26 июня 1946 года покончил жизнь самоубийством, повесившись в заключении.

## Комментарии
1. ↑  Должностное лицо, одно из наиболее важных в лагерной администрации. В его ведении находились все вопросы, касавшиеся заключенных; одновременно возглавляя 3-й отдел комендатуры, шуцхафтлагерфюрер являлся ближайшим помощником коменданта и его первым заместителем.